# Godart Wigerinck

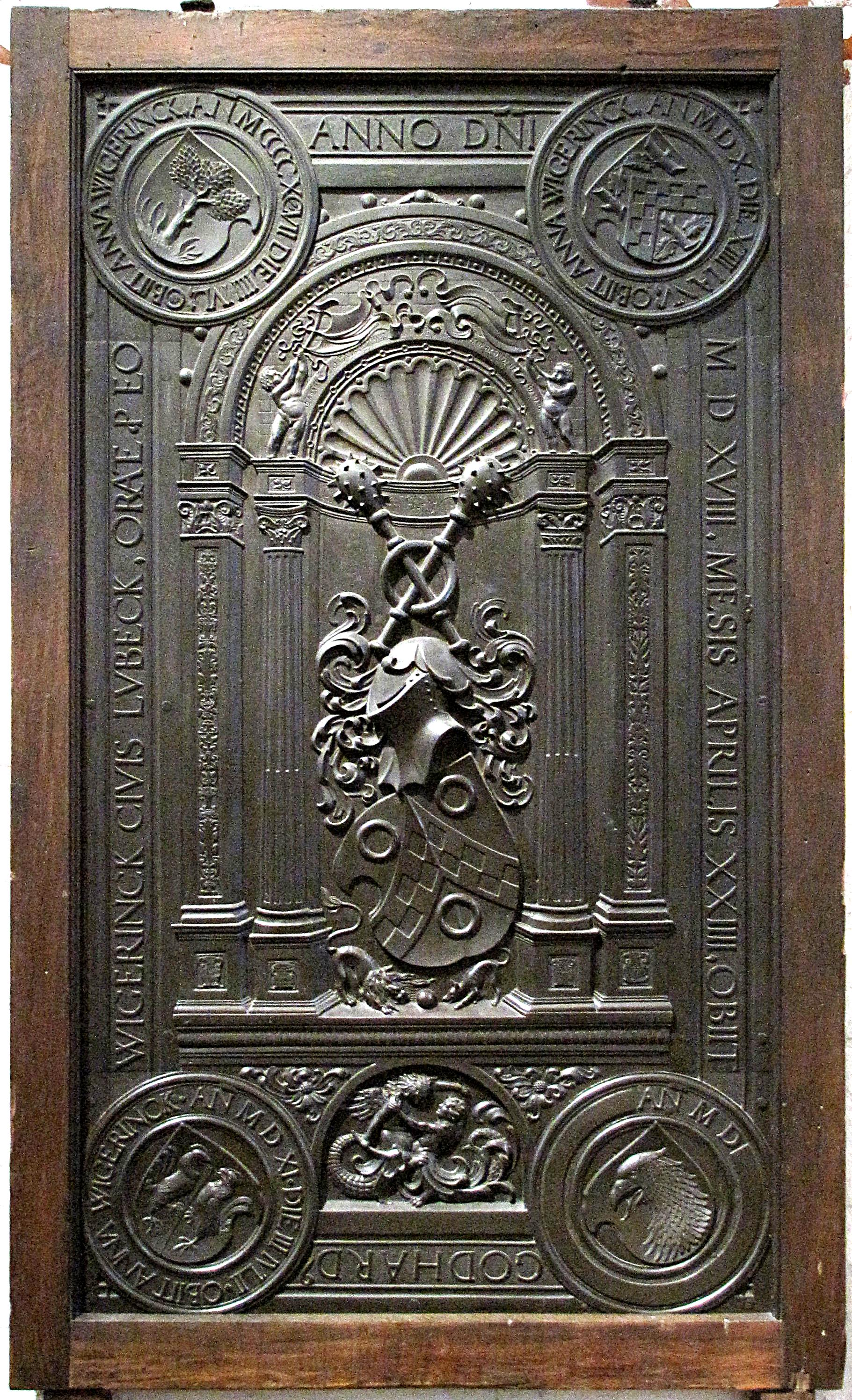
Grabplatte des Godhart Wigerinck

Godhard Wigerinck, auch Wiggeringk, Wiggering und in oberdeutschen Quellen Gothard Wagenring (* in Westfalen; † 24. April 1518 in Lübeck) war ein Lübecker Fernhandelskaufmann, Bankier und Mäzen.

## Leben
Godhard Wigerinck stammte aus Westfalen, vermutlich aus Ahaus. Er hatte drei Brüder Stephan († 1513), Georg und Johannes († 1530), die als Mönche und Kunsthandwerker in der Abtei Marienmünster bei Höxter lebten, weswegen er dieses Kloster in seinem Testament 1511 reich bedachte.

### Kaufmann
Erstmals in Lübecker Urkunden erwähnt ist er 1492/93, als er Mitglied in der Leonhardsbruderschaft und der Antoniusbruderschaft wurde. Die Mitgliedschaft in beiden Bruderschaften belegt, dass er damals bereits ein wohlhabendert Kaufmann war, der seine Geschäfte vor allem mit Süddeutschland und Italien führte. In den Lübecker Pfundzollbüchern erscheint er als Livland- und Schonenhändler. Im Wesentlichen richteten sich Wigerincks Interessen auf den Ankauf von Kupfer und Metallwaren und deren Vertrieb im Ostseegebiet; er handelte aber auch mit aus Italien kommenden Gewürzen und Stoffen sowie mit Wachs.
Mit Nikolaus Lüdinghusen und dem Nürnberger Jörg Baier führte er eine Handelsgesellschaft. Vor allem aber stand er unternehmerisch den Fugger in Augsburg nahe und förderte deren Lübecker Niederlassung. Spätestens ab 1504 leitete er die „Fuggerfiliale in Lübeck“ und nahm als „Verbindungsmann der Nürnberger Fugger-Gesellschaft in Lübeck offenbar eine Schlüsselstellung im Geld- und Wechselverkehr von Skandinavien bis Rom“ ein, wie sich u. a. mit dem Römischen Notizbuch des Lübecker Klerikers Thomas Giese belegen lässt. Dazu gehörte auch die Überweisung von Ablassgeldern.
Die Fugger, die den Kupferhandel der Hanse mit schwedischem Kupfer im Ostseeraum mit preiswerterem ungarischen Kupfer störten, wurden von Lübeck mit diplomatischen Mitteln international und auf Reichsebene bekämpft. Im Dänisch-Hanseatischer Krieg (1509–1512) wurde im August 1511 bei einem Angriff auf die gegnerische Flotte vor Danzig ein niederländischer Umlandfahrer mit einer Kupferladung der Fugger im Werte von 9000 Mark Lübisch von Lübeck beschlagnahmt und musste durch die Fugger für 8000 Mark Lübisch zurück erworben werden. Dies führte zur Einschaltung des Kaisers Maximilian I. auf Seiten der ihm verbundenen Fugger und die Lübecker konnten sich nur mit dem Vorschlag, das in ihren Augen rechtswidrige Handelsmonopol der Fugger vor dem Reichstag zu verhandeln, ohne Gesichtsverlust aus der Affäre ziehen. Eine Reise des Ratssekretärs Henning Osthusen nach Augsburg spiegelt sich in Wigerincks Büchern wider. In seinen Abrechnungen mit der Reichsstadt Nürnberg findet auch die Schedelsche Weltchronik ihren Niederschlag.

### Soziales Netzwerk
Wie der ebenfalls zugewanderte Mathias Mulich war auch Wigerinck geschäftlich, freundschaftlich und familiär eng vernetzt in den Kreisen der Lübecker Kaufmanns- und Ratsfamilien. Seine vier Ehefrauen stammten aus angesehenen und wohlhabenden Lübecker Familien, zwei von ihnen, Anna Claholt und Anna Dives, hatten sogar nahe Verwandte im Rat sitzen. Über Anna Claholt war er mit dem späteren Bürgermeister Gotthard III. von Hoeveln verschwägert. Mit den angeheirateten Verwandten blieb er auch nach dem Tod der Frauen eng verbunden.
Außer in den beiden bereits erwähnten Bruderschaften wurde er vor 1500 in die Korporation der Schonenfahrer und in die Greveradenkompanie aufgenommen. In seinen letzten Lebensjahren war er Vorsteher der Leonhardsbruderschaft. Sein Ansehen zeigt sich auch darin, dass er häufig als Bürge, Nachlassverwalter und Testamentsvollstrecker für andere Kaufleute im Lübecker Niederstadtbuch und den Ratsurteilen erscheint. So wird 1504 Wigerinck urkundlich erwähnt im Zusammenhang mit einer Urkunde, in der er, wie auch der spätere Ratsherr Moritz Loff, die auswärtigen Testamentsvollstrecker des Adolf Greverade vollmachtlich in Zusammenhang mit der Stiftung der Vikarie im Lübecker Dom vertrat, die zur Ausstattung der Seitenkapelle des Doms mit dem Retabel Hans Memlings führte. Er war aber weder Mitglied in die Zirkelgesellschaft noch im Lübecker Rat.

## Familie
Wigerinck war viermal verheiratet:
- Anna, geb. Prume († 4. Juli 1497),
- Anna, geb. Claholt († 14. Januar 1510), Tochter des Ratsherrn Hermann Claholt,
- Anna, geb. Dives († 3. Juli 1511), eine Verwandte des Bürgermeisters David Divessen,
- Anna, geb. Kindt, die ihn überlebte.

Aus seiner zweiten Ehe mit Anna, geb. Claholt († 14. Januar 1510), Tochter des Ratsherrn Hermann Claholt hatte er mindestens acht überlebende Kinder, darunter:
- als ältesten Sohn Johann Wigerinck, der das Unternehmen weiterführte,
- Hermen Wiggerinck, der 1530 Mitglied der Greveradenkompanie wurde, vor 1531 als Kaufmann nach Danzig übersiedelte und Mitbruder an der Christopherbank im Artushof Danzig wurde, aber spätestens 1544 wieder Lübecker Bürger war,
- Godert Wiggerinck d. J. († 2. September 1550), der in Lübeck blieb und ebenfalls Mitglied der Greveradenkompanie war, sowie
- den studierten Juristen und Domherrn Hieronymus Wigerinck († 1549), der „durch unordentliches Leben“ auffällig wurde,[11]
- Kunneke, die in die Familie seines Geschäftspartners Nikolaus Lüdinghausen einheiratete, und
- Gertrud, die Nonne im Johanniskloster wurde, dem Wigerinck in seinem Testament erhebliche Mengen von Reis, Zucker und Gewürzen versprach.[12]

Insgesamt soll er zwölf Kinder gehabt haben.

## Grabplatte
Die Grabplatte Wigerincks stellt als bronzene Grabplatte aus der Nürnberger Werkstatt Peter Vischers des Älteren eine Besonderheit für Lübeck dar, die einerseits Wigerincks gute Beziehungen nach Nürnberg, aber auch seinen Reichtum im Vergleich zu anderen Kaufleuten Lübecks in dieser Zeit herausstellt. Es ist das erste Kunstwerk im Stil der Renaissance in Lübeck. Sie ist als Wappengrabplatte gearbeitet und zeigt zentral das Wappen Wigerincks (ein von drei Ringen begleiteter eingebogener Sparren) und in den Ecken die Wappen seiner vier Ehefrauen und die Todesdaten der ersten drei von ihnen: Anna, geb. Prume († 4. Juli 1497), Anna, geb. Claholt († 14. Januar 1510), Anna, geb. Dives († 3. Juli 1511). Die vierte Wappenkartusche von Anna, geb. Kindt, ist unausgefüllt. Die Grabplatte muss daher noch zu ihren Lebzeiten angefertigt worden sein. Die Grabplatte hat eine lateinische Inschrift.

## Geistliche Stiftungen und Testament

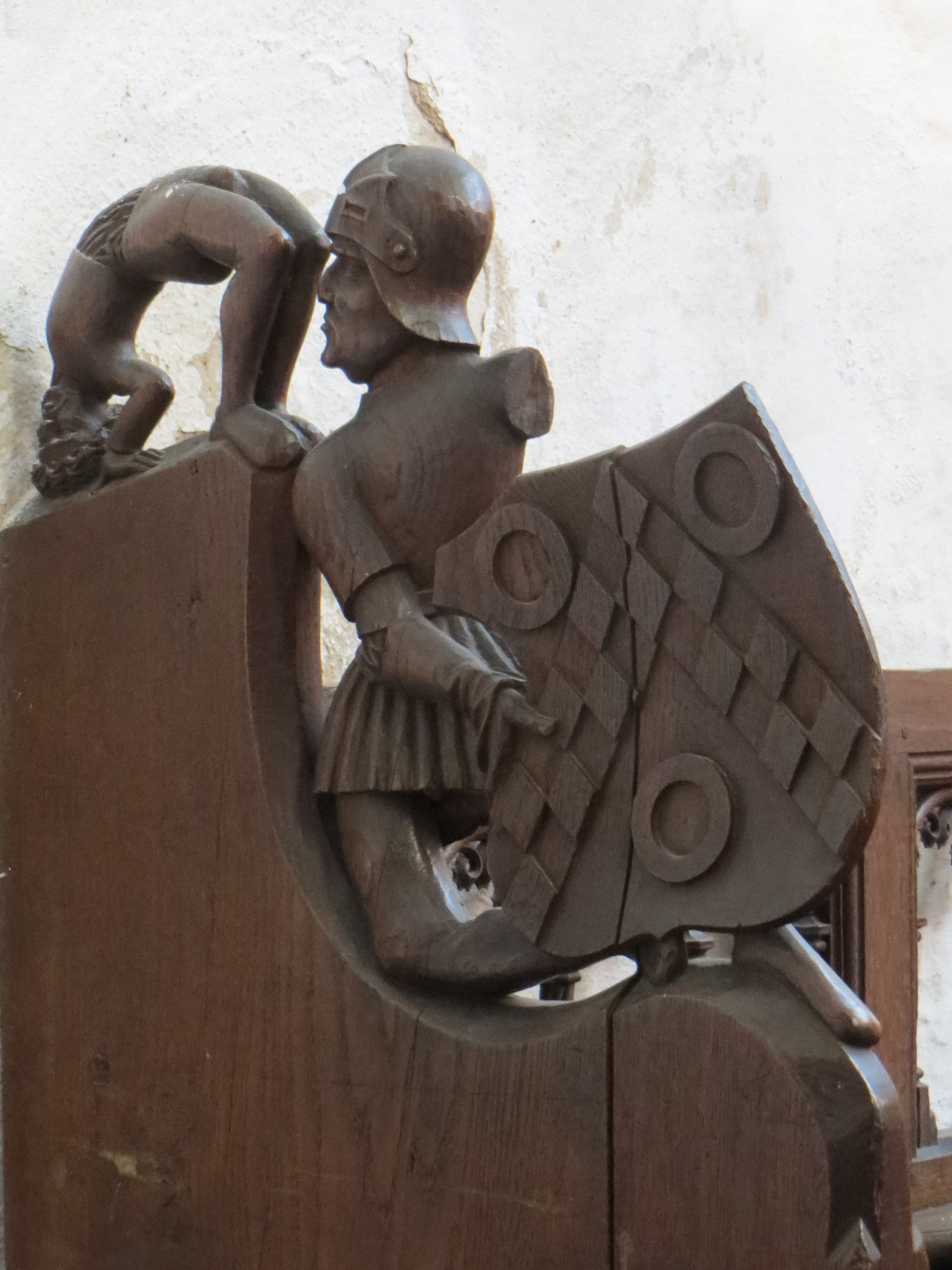
Gestühlwange mit dem Wappen des Godart Wigerinck

Wigerinck tätigte zahlreiche Stiftungen vor allem für Lübecker Kirchen. So spendete er der Lübecker Marienkirche kostbare Antependien und Messgewänder. Noch zu Lebzeiten kümmerte er sich um die Wiederherstellung des bei einem Brand 1508 zerstörten Lettners der Marienkirche. Er stiftete die nördliche Hälfte, deren Schnitzarbeiten und Gemälde mit seinem Wappen und denen seiner vier Frauen geschmückt war. Die andere Hälfte übernahm der ebenfalls im Handel mit Oberdeutschland tätige Ratsherr Johann Salige. Die Ausführung der Schnitzarbeiten besorgte der Lübecker Bildschnitzer Benedikt Dreyer, die Gemälde stammten vermutlich von Jacob van Utrecht. Der Lettner verbrannte beim Luftangriff auf Lübeck 1942. Wigerinck erlebte die Fertigstellung des Lettners nicht mehr. Unmittelbar daneben befand sich seine Grabplatte.
Als Mitglied der Marienbruderschaft lag Wigerinck die feierliche Ausgestaltung der Marientiden und der Kapelle am Herzen. Er und seine Ehefrauen erscheinen regelmäßig in den Spenderlisten. In seinem Testament vergab er für die Marientiden- oder Sängerkapelle ein Legat von 300 Mark – die höchste Summe, die der Kapelle je von einer Einzelperson vermacht wurde. Davon finanzierten seine Nachlassverwalter zusammen mit dem ebenfalls aus Westphalen stammenden Rumbolt Frese eine Seite des Gestühls der Marientidenkapelle. Zwei Wangen mit Wigerincks Wappen sind in der Kirche erhalten.
Sein Testament, das er nach dem Tod seiner dritten Ehefrau 1511 erstellte, enthielt neben der Stiftung für die Marientidekapelle weitere Legate ad pias causas. So bedachte er das Birgittenkloster bei Mölln mit 100 Gulden „für eine ewige Memorie“ für Wigerinck, seine verstorbenen Ehefrauen und Kinder. Das noch im Bau befindliche St.-Annen-Kloster erhielt die gleiche Summe, 300 Mark, was genau dem Betrag entsprach, mit dem eine Novizin im Kloster eingekauft wurde. Kurz vor seinem Tod verdoppelte er die Spende. Heinrich Dormeier vermutete, dass er plante, gleich zwei unverheiratete Töchter in dem neuen Kloster unterzubringen. Daneben bedachte er die Armen, Bruderschaften, Siechenhäuser und Klöster. Bei letzteren bevorzugte er solche, die sich der Bursfelder und anderen klösterlichen Reformbewegungen zugewandt hatten. Genauso großzügig wie das Möllner Birgittenkloster wurden die Klöster Marienmünster und Gehrden mit Legaten versehen, in denen Verwandte von ihm lebten, die für sein und seiner Familie Seelenheil beten sollten.
Wigerincks Testament zeigt, dass er wie viele seiner Zeitgenossen große Angst vor der Pest hatte. So stiftete er eine Vikarie für eine neugegründete Bruderschaft des bis dahin in Lübeck eher unbekannten Pestheiligen Rochus, den auch eine Figur am von ihm gestifteten Lettner darstellte. Möglicherweise waren eine oder sogar mehrere seiner Frauen an dieser Seuche gestorben. Die Vikarie erhielt sein Schwager Hermann Claholt d. J.